# Людина-мураха
Людина-мураха (англ. Ant-man) — ім'я кількох персонажів з коміксів американського видавництва Marvel Comics.

## Персонажі

### Генк Пім
Доктор Генрі Джонатан Пім, більш відомий як Генк Пім — перша і найвідоміша Людина-мураха. Його створили: редактор Стен Лі, сценарист Ларрі Лібер і художник Джек Кірбі. Вперше з'явився в Tales to Astonish № 27 в січні 1962 і дебютував у ролі Людини-мурашки у випуску № 35 у вересні того ж року. Найкращий друг Дженет ван Дайн, відомої як супергероїня, на ім'я Оса, разом з якою є одним із засновників Месників. Відомий, як творець робота Альтрона, що став згодом одним з головних ворогів Месників. Так само виступав під іменами Велетень, Голіаф, Жовтий жакет і Оса.
У травні 2011 року Генк Пім зайняв 67 місце в списку «Сто найкращих персонажів коміксів всіх часів» за версією IGN.

### Скотт Ленґ
Друга Людина-мураха. Скотт Ленг, був створений письменником Девідом Мичеліні і художником Джоном Берном. Він вперше з'явився в «The Avengers» № 181 (березень 1979), а в «Marvel Premiere» #47 (квітень 1979) взяв ім'я Людина-мураха. Скотт Ленг був злодієм, що вкрав костюм Людини-мурахи та зменшувальний газ у Генка Піма, щоб врятувати свою дочку Кессі від серцевого захворювання. Пізніше відійшов від злочинного життя і почав кар'єру супергероя при заохоченні Генка Піма, взявши його колишнє прізвисько Людина-мураха. Був компаньйоном Фантастичної четвірки, пізніше став членом Месників. Був убитий збожеволілої Червоногарячою Відьмою разом з Віженом і Соколиним Оком під час розпаду Месників. Його дочка, Кассандра, взяла на себе його героїчну мантію і стала супергероїня, на ім'я Висота у складі Молодих Месників.

### Відеоігри
- Присутній у грі Ultimate Marvel vs Capcom 3, однак не в ролі повноцінного персонажа, а в ролі суперударів персонажа Соколиного ока.
- Генк Пім є іграбельним персонажем відеогри LEGO Marvel Super Heroes.